# Contea di Gadsden
La contea di Gadsden (in inglese Gadsen County) è una contea della Florida, negli Stati Uniti. Il suo capoluogo amministrativo è Quincy.

## Geografia fisica
La contea si trova nella parte centro-settentrionale dello Stato, al confine con la Georgia. La contea di Gadsden ha un'area di 1.369 km² dei quali il 2,34% è ricoperto d'acqua. Fa parte dell'Area Statistica Metropolitana di Tallahassee. Il confine occidentale con la contea di Jackson segna il limite tra i fusi orari Eastern e Central.

### Contee confinanti
- Contea di Decatur (Georgia) - nord
- Contea di Seminole (Georgia) - nord
- Contea di Grady (Georgia) - nord-est
- Contea di Leon - est
- Contea di Liberty - sud-ovest
- Contea di Calhoun - ovest
- Contea di Jackson - nord-ovest

## Storia
La contea fu creata nel 1823 e fu nominata così in onore di James Gadsden della Carolina del Sud il quale aiutò sul campo il presidente Andrew Jackson nel 1818 in Florida.

## Comuni

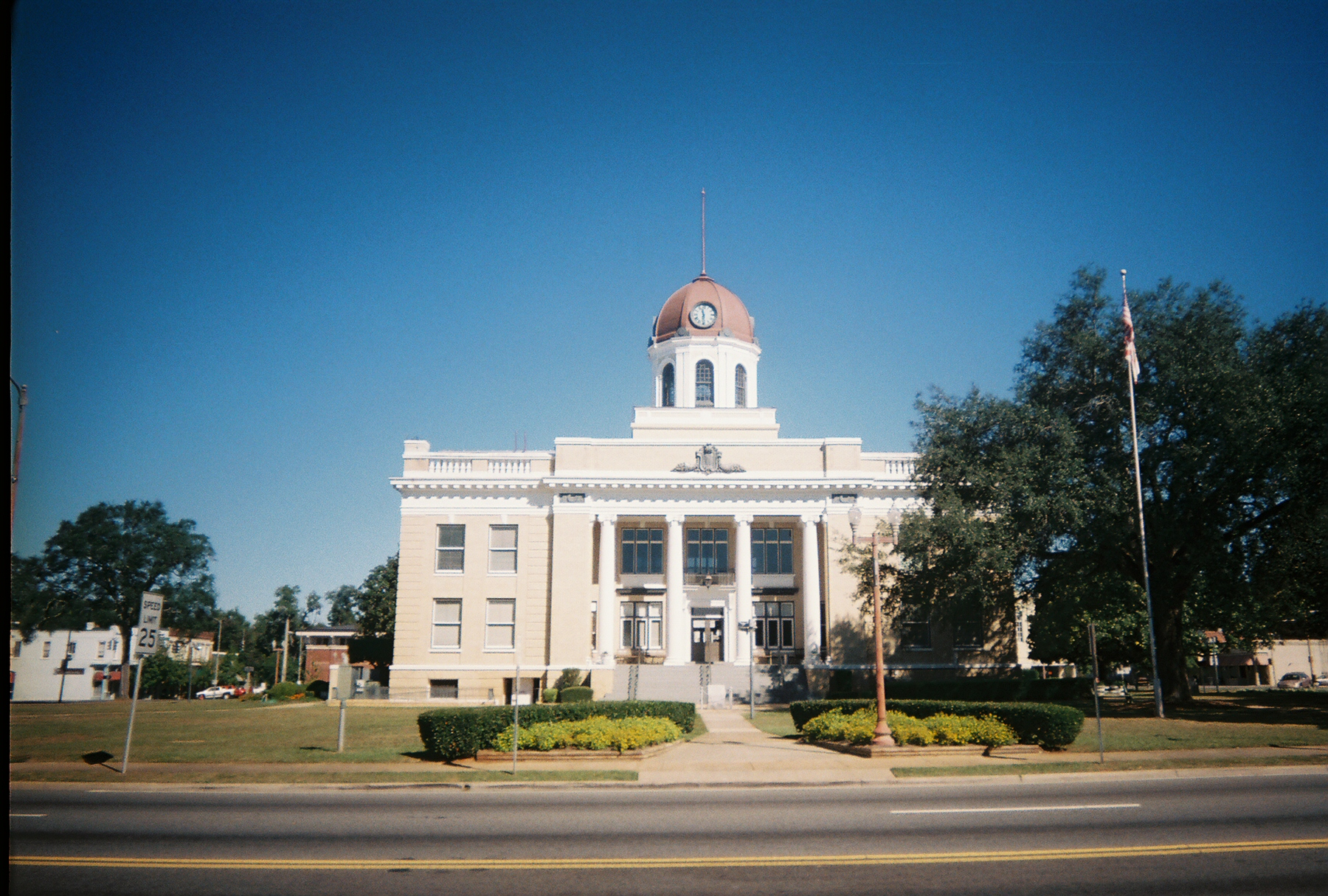
Municipio della Contea di Gadsden

## Comuni[3]
- Chattahoochee - city
- Greensboro - town
- Gretna - city
- Havana - town
- Midway - city
- Quincy (capoluogo) - city

## Politica
| Anno | Repubblicani | Democratici | Altri |
| ---- | ------------ | ----------- | ----- |
| 2004 | 29,8%        | 69,7%       | 0,5%  |
| 2000 | 32,4%        | 66,1%       | 1,5%  |
| 1996 | 34,2%        | 66,3%       | 6,8%  |
| 1992 | 27,6%        | 59,0%       | 13,4% |
| 1988 | 47,6%        | 50,7%       | 2,3%  |